# Bulbophyllum sambiranense
Bulbophyllum sambiranense là một loài phong lan thuộc chi Bulbophyllum.